# Paços (Melgaço)
Paços is een plaats en voormalige (freguesia) in de Portugese gemeente Melgaço en telt 379 inwoners (2001). In 2013 is Paços samengevoegd met Chaviães tot de nieuw opgerichte freguesia Chaviães e Paços.

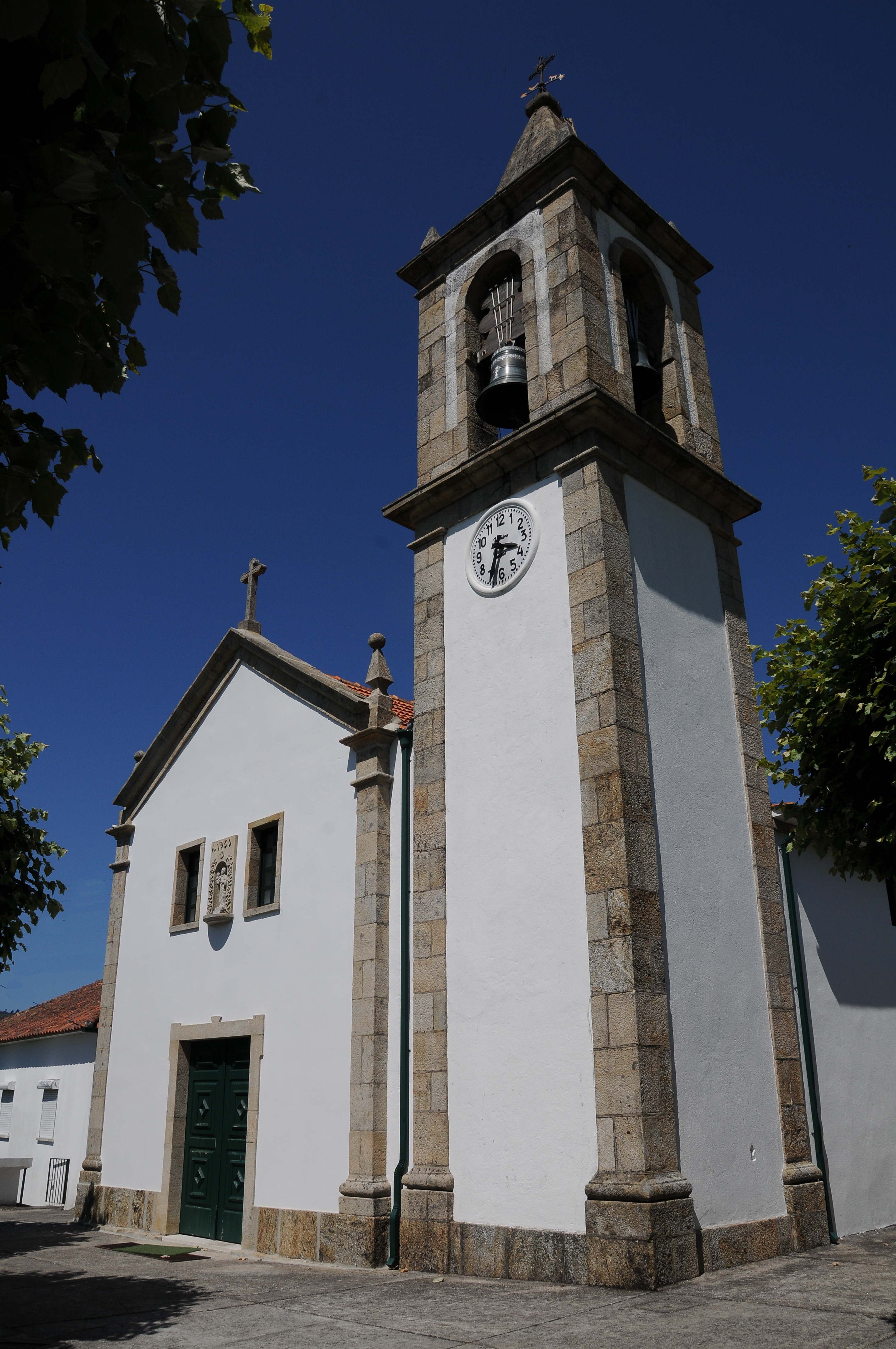
Kerk van Paços